# Pierre Michaut
Pour les articles homonymes, voir Michaut.
Pierre Michaut (Paris 16e, 25 août 1895 - Paris 13e, 16 septembre 1956) est un journaliste et historien de la danse français.
Il décède à l'hôpital de la Salpêtrière.

## Publications
- Histoire du ballet, Paris, PUF, coll. « Que sais-je ? », 1945.
- Le Ballet contemporain 1929-1950, Paris, Plon, 1950.